# 보편주의
보편주의(普遍主義)는 개체주의 혹은 개인주의에 대립되는 말로, 보편자(普遍者), 곧 전체를 개별자(個別者)인 개인 위에 두고 후자는 전자에 의존함으로써만 존재와 의의를 지닌다고 한다. 플라톤의 사상이나, 중세 말기의 실념론(實念論)은 그 예이다.

## 같이 보기
- 비교종교학
- 교회 일치 운동
- 가정적 만인구원설
- 조지 맥도널드
- 영원 철학
- 종교다원주의
- 보편적 기본소득
- 보편적 건강보장
- 보통선거